# Anton Daniel Pehmöller
Anton Daniel Pehmöller (* 5. Januar 1802 in Hamburg; † 15. März 1874 in Hamburg-Hamm) war ein deutscher Kaufmann, Inhaber des Handelshauses A. D. Pehmöller und Präses der Handelskammer Hamburg 1850 und 1851. 

## Familie
Pehmöller entstammt einer angesehenen Hamburger Kaufmannsfamilie, die in seinem Großvater, dem Zuckerbäcker Cord Nicolaus Pehmöller, ihren Ursprung nahm. Er war der Sohn seines gleichnamigen Vaters, des Kaufmanns Anton Daniel Pehmöller (1772–1826) und der Dorothea Wilhelmine, geb. von Döhren. Sein Cousin Franz Hinrich Pehmöller war Superintendent der Berliner Missionsgesellschaft in Südafrika. Pehmöller heiratete am 10. Dezember 1839 seine Cousine Therese Philippine Pehmöller (geb. 1811), Tochter seines Onkels, des Hamburger Senators und Bankiers Christian Nicolas Pehmöller (1769–1845) und dessen Frau Pauline Eleonore, geb. Meyer (1782–1872). Gemeinsam hatten sie eine Tochter, Pauline Theresia Antonia (geb. 1845).

## Leben
Wie schon sein Vater gründete Pehmöller 1826 nach Ablegen des Bürgereides ein Handelshaus am Alten Wandrahm 26. 1832 wurde das Unternehmen kurzzeitig in eine Handelssozietät umgewandelt, jedoch schon 1837 wieder von ihm als alleiniger Eigentümer geführt. Später verlagerte er den Wohnsitz in die Dammtorstraße 35, behielt aber sein Kontor im Alten Wandrahm. 
Von 1841 bis 1846 war er zudem als gewählter Handelsrichter tätig. Seine Versuche, seit 1840 auf Vorschlag der Commerzdeputation und der Versammlung eines Ehrbaren Kaufmanns in die Commerzdeputation gewählt zu werden, hatten am 4. Dezember 1847 schließlich Erfolg. Als Commerzdeputierter wurde er abgesandt in die Akzisedeputation (1848), Zolldeputation (1848) und in die Maklerordnung (1848–1851), sowie in die Bankdeputation (1849). Am 2. Februar 1850 wurde er auf ein Jahr zum Präses gewählt. Nachdem sein Nachfolger Robert Flor dieses Amt nach nur 2 Monaten wieder aufgeben musste, übernahm Pehmöller 1851 erneut die Führung der heutigen Handelskammer. 
Aufmerksamkeit erregte in seiner Amtszeit die von ihm herbeigeführte Ablehnung der Handelskammer zur Gründung eines Deutschen Zollvereins, der der Hamburger Senat nach dem Scheitern der Zollunion auf den Dresdner Konferenzen 1850/1851 zustimmen wollte. In der Folge trat Hamburg erst 1888 bei. 

## Weitere Ehrenämter
Pehmöller war überzeugter Freihändler und nachweisbar ab 1848 Mitglied des Vereins für Handelsfreiheit. Er war außerdem engagierter Freimaurer, wurde 1825 von der Loge „Ferdinand zum Felsen“ aufgenommen, 1835 zum Meister erhoben und leitete sie 1836 bis 1838 als Meister vom Stuhl. Gleichzeitig war Pehmöller in Altona Ehrenmitglied der Loge „Carl zum Felsen“.